# まつうら型巡視船
まつうら型巡視船（英語: Matsuura-class patrol vessel）は、海上保安庁が運用していた巡視船の船級。分類上はPS型（1968年にPMに種別変更）、公称船型は改2-350トン型。

## 来歴
海上保安庁では、創設直後に整備された小型巡視船（PS）である270トン型について、荒天時の動揺が問題となっていた。このため、まず昭和29年度計画の「てしお」では横揺れ周期の延長によって是正を図ったが、期待したほどの効果を得られなかった。続いて、昭和30年度計画では船体の拡幅と横断面の変更による横揺性能改善を図ったやはぎ型（改350トン型）が建造された。これは優れた成果を挙げたことから、昭和35年度計画までに6隻が建造された（後に琉球警察本部向けとして1隻を追加建造）。
一方、昭和35年度計画では、改350トン型とともに、対馬海峡の特別哨戒にあてるために速力向上を図った発展型の建造が盛り込まれた。これが本型である。

## 設計
船型は改350トン型と同様、ブルワークを備えた平甲板型が踏襲されている。また上記の経緯より、長さを5メートル長くし、幅を0.3メートル狭くして高速化を図っているため、動揺性能の悪化を防ぐため、計画重量および重心位置を特に詳細に検討した。横メタセンタ高さ（GM値）は常備状態で0.78メートルとされている。重心降下策として機関室囲壁を廃止して天窓とし、ボートダビットは新三菱式デッキタイプ・グラビティ・ダビットとされた。船体構造は横肋骨式であり、舷縁山型鋼と湾曲部竜骨取付以外は、全面的に溶接構造とされている。方形係数（Cb）は0.483である。なお北方配備は予定されていなかったことから、耐氷構造はとられていない。また本型の2番船「せんだい」は、巡視船として初めて、士官室・科員室に冷房を施したことで知られている。
主機関は、1・2番船ではとかち型以来の堅型4サイクル単動自己逆転式過給器付き6MSB31Sディーゼルエンジンが踏襲された。その後、3・4番船では過給率を増した6MSB31HS（単機出力900馬力）、5番船ではさらに大型・大出力の6MA31X（単機出力1,300馬力）と、順次に強化された。
兵装としては、従来のPSと同様に60口径40mm単装機関砲を予定したが、実際には供給不足のために20mm単装機関砲を搭載していた。また昭和36年度計画船以降では、当初より20mm単装機関砲装備として計画されるようになった。

## 同型船一覧
| 計画年度   | #             | 船名     | 建造所   | 竣工                        | 解役                         |
| ---------- | ------------- | -------- | -------- | --------------------------- | ---------------------------- |
| 昭和35年度 | PS-60 → PM-60 | まつうら | 大阪造船 | 1961年 （昭和36年） 3月18日 | 1986年 （昭和61年） 10月16日 |
| 昭和36年度 | PS-61 → PM-61 | せんだい | 大阪造船 | 1962年 （昭和37年） 4月14日 | 1988年 （昭和63年） 5月6日   |
| 昭和39年度 | PS-62 → PM-62 | あまみ   | 日立向島 | 1965年 （昭和40年） 3月29日 | 1992年 （平成4年） 9月2日    |
| 昭和40年度 | PS-63 → PM-63 | なとり   | 日立向島 | 1966年 （昭和41年） 1月20日 | 1995年 （平成7年） 9月14日   |
| 昭和41年度 | PS-64 → PM-64 | からつ   | 日立向島 | 1967年 （昭和42年） 3月29日 | 1995年 （平成7年） 10月30日  |